# Michael Lindqvist (astronom)
Michael Lindqvist, född 1959, är en svensk astronom verksam vid Onsala rymdobservatorium och Chalmers tekniska högskola. Hans forskning berör röda jättestjärnor, i synnerhet sammansättningen och rörelser hos jättestjärnor (i synnerhet de på den asymptotiska jättegrenen).  
Lindqvist disputerade 1991 vid Chalmers tekniska högskola på en avhandling om OH/IR-stjärnor. Han har även arbetat vid Universitetet i Leiden, Nederländerna. 
Michael Lindqvist är även expert på radioteleskop och långbasinterferometri, en metod som möjliggör astronomiska mätningar med mycket hög vinkelupplösning genom att koppla samman teleskop. Lindqvist är med John Conway en av två forskare nu verksamma i Sverige som ingår i projektet Event Horizon Telescope, som tillämpar metoden för att avbilda svarta hål. I april 2019 offentliggjorde projektet den första bilden av det svarta hålet i mitten av galaxen Messier 87. Senare samma år delade forskarlagets 346 medlemmar på Breakthoughpriset i fundamentalfysik.. 